# انریکو پینتی
انریکو پینتی (اسپانیایی: Enrique Pinti‎؛ زادهٔ ۷ اکتبر ۱۹۳۹) بازیگر اهل آرژانتین است.
از فیلم‌ها یا برنامه‌های تلویزیونی که وی در آن نقش داشته است، می‌توان به تانگو و شکست برای شکست اشاره کرد.